# Emiko Okuyama

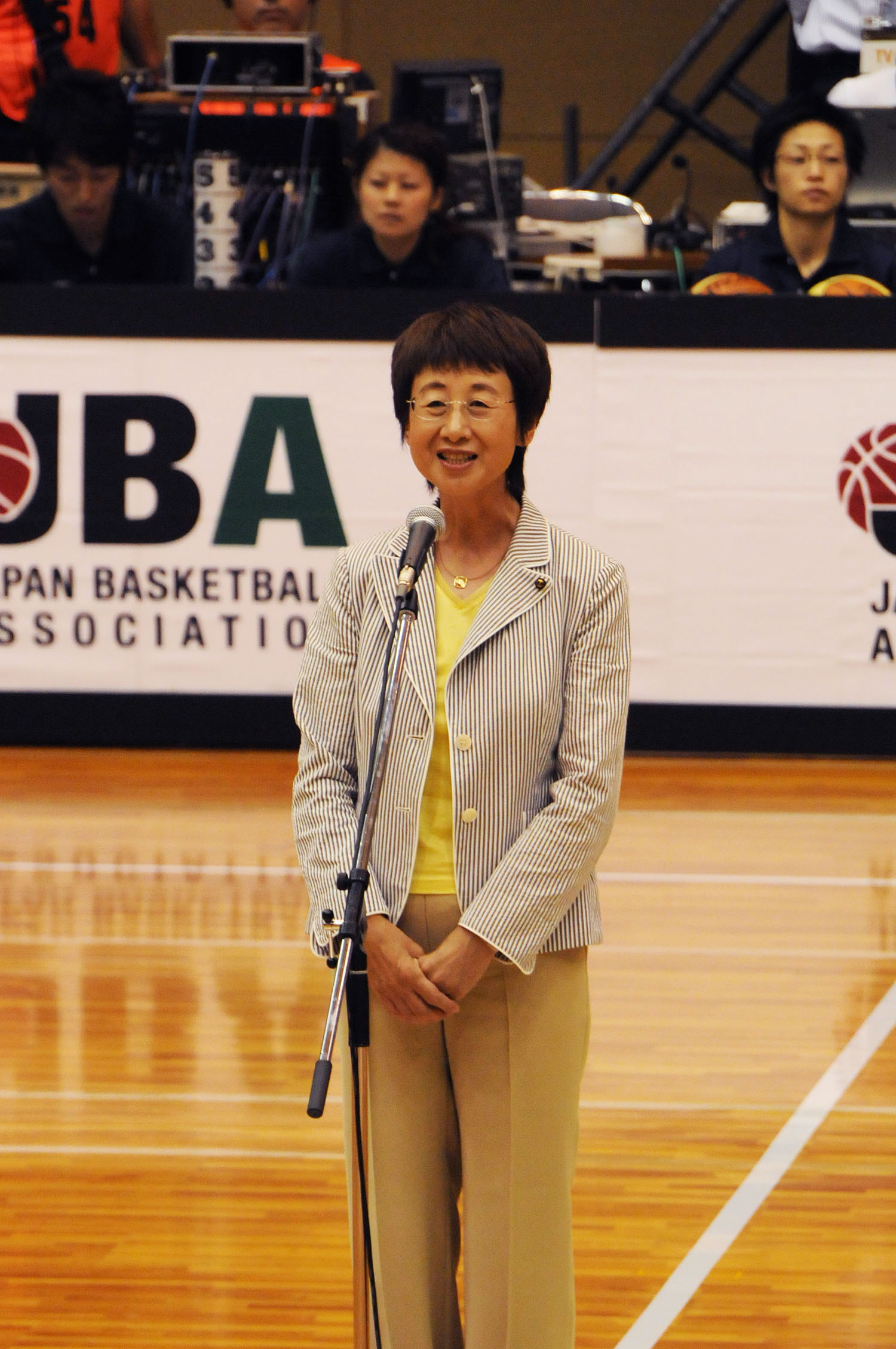
Bürgermeisterin Okuyama im August 2010.

Emiko Okuyama (jap. 奥山 恵美子, Okuyama Emiko; * 23. Juni 1951 in Akita, Präfektur Akita) ist eine japanische Politikerin und war von 2009 bis 2017 Bürgermeisterin der Stadt Sendai.
Okuyama, Absolventin der wirtschaftswissenschaftlichen Fakultät der Universität Tōhoku, arbeitete nach ihrem Abschluss 1975 in der Stadtverwaltung von Sendai. 2005 wurde sie Schulrätin (kyōiku-chō) im Bildungsausschuss der Stadt, 2007 Vizebürgermeisterin (fuku-shichō). 2009 verließ sie die Stadtverwaltung, um sich für die Nachfolge von Katsuhiko Umehara zu bewerben, der nicht für eine zweite Amtszeit kandidierte.
Die Bürgermeisterwahl am 26. Juli 2009 gewann Okuyama mit Unterstützung von Demokratischer und Sozialdemokratischer Partei und zahlreicher Mitglieder des Stadtrates mit 161.546 Stimmen (45,1 %) gegen fünf weitere Kandidaten, die alle Stimmenanteile unter 20 Prozent erhielten. Sie trat ihr Amt im August 2009 an und wurde damit landesweit die erste Frau als Bürgermeisterin einer seirei shitei toshi, also einer „regierungsdesignierten Großstadt“, oder einer Präfekturhauptstadt.
2011 wurde Sendai schwer vom Tōhoku-Erdbeben und dem resultierenden Tsunami getroffen, und die Bewältigung der Folgen bestimmten weitgehend den Rest ihrer Amtszeit. 2013 wurde sie gegen den kommunistischen Herausforderer Tatsuya Kadono mit Zweidrittelmehrheit im Amt bestätigt, die Wahlbeteiligung erreichte ein Rekordtief. 2017 trat sie nicht mehr an.